# Illan Piétrus
Illan Piétrus, né le 20 juin 2005, est un joueur français de basket-ball. Il évolue au poste de meneur ou d'arrière à la SIG Strasbourg.

## Biographie

### Jeunesse
Illan Piétrus est le fils de l’ancien international français Florent Piétrus. Il grandit dans un environnement basket, notamment à Valence en Espagne où son père jouait professionnellement. Il commence sa formation au SLUC Nancy Basket, puis passe par le pôle espoirs de Metz.
En 2019, il rejoint le centre de formation de la SIG Strasbourg, où il poursuit son développement.

### Carrière en club
Illan fait ses débuts professionnels avec l’équipe première de la SIG Strasbourg en Betclic Élite, championnat de France de basket-ball lors de la saison 2021-2022. Il joue également avec l'équipe espoir du club dans le championnat Espoirs Elite.
Il participe à des compétitions européennes, notamment la Basketball Champions League, et à des tournois internationaux juniors comme l’Adidas Next Generation Tournament.

### Carrière internationale
Illan Piétrus représente l'équipe de France U16 (moins de 16 ans) lors des European Challengers en 2021, où il affiche une moyenne de 10,6 points par match.
En 2022, il participe à la Coupe du monde de 17 ans (U17) organisée en Espagne. Il contribue à la médaille de bronze remportée par la France avec une moyenne de 10,9 points, 2,4 rebonds et 2,1 passes décisives par match.
En 2023, il est sélectionné pour le championnat d'Europe des moins de 18 ans où il tourne à 10,1 points par match.

## Palmarès
- Médaille de bronze à la Coupe du monde U17 (2022)

## Statistiques

### En sélection nationale
- Coupe du monde U17 – 2022
  - 10,9 points / 2,4 rebonds / 2,1 passes décisives (moyennes)

- Euro U18 – 2023
  - 10,1 points / 2,7 rebonds / 2,6 passes décisives

- European Challengers U16 – 2021
  - 10,6 points / 3,2 rebonds / 2,8 passes décisives

### En club (Betclic Élite 2022-2023)
SIG Strasbourg
- 5 matchs – 1,8 point / 1,0 rebond / 0,8 passe (environ, à vérifier selon les données actualisées)